# Мики и приятели състезатели
Мики и приятели състезатели (на английски: Mickey and the Roadster Racers) e американски анимационен сериал, произведен от Уолт Дисни Къмпани. Той е продължение на „Клубът на Мики Маус“. Поредицата се излъчва по Disney Junior в САЩ от 15 януари 2017. На 15 март 2017 г. е обявено, че сериалът е подновен за втори сезон.
Тази серия бележи последния път, когато Ръси Тейлър озвучава Мини Маус в сериал.

## Сюжет
Мики и приятели състезатели са сензационите шест – Мики, Мини, Гуфи, Доналд, Дейзи и Плуто, които се състезават по целия свят в Хот-Дог Хилс.

## Персонажи

### Главните персонажи
- Мики Маус (озвучен от Брет Айуан)
- Мини Маус (озвучена от Ръси Тейлър)
- Гуфи (озвучен от Бил Фармър)
- Доналд Дък (озвучен от Даниъл Рос)
- Дейзи Дък (озвучена от Трес Макнийл)
- Плуто (озвучен от Бил Фармър)
- Пийт (озвучен от Джим Къмингс)
- Куку-Лока (озвучена от Ника Фътърман)
- Чип и Дейл (озвучени от Трес Макнийл и Кори Бъртън)
- Кларабел (озвучена от Ейприл Уинчъл)
- Хорас (озвучен от Бил Фармър)

### Гостуващи персонажи
- Джими Джонсън като Себе си/приятел на Мики Маус[1]
- Даника Патрик като Дани Сю, известна рали състезателка
- Джеф Гордън като Гордън Гиър, друг рали състезател
- Тим Гън като Роби Робъртс
- Хода Котби като Г-ж Сетъмс, собственичка на сладкарница
- Гордън Рамзи като Оксли – енергичен и известен майстор готвач
- Питър Серафинович като Д-р Крутли
- Джейн Лийвс като Английската кралица
- Фред Уилърд as Г-н Дузи
- Хектор Елисондо като Дядо Бигъл, дядото на Били Бигъл
- Тони Шалуб като Луиджи
- Морис Ламарш като Великия Омар
- Кейт Микучи като Емили Лоу
- Тия Карере като Анти Олина
- Патън Осуолд като Г-н Макснуртър

## „Мики и приятели състезатели“ в България
В България започва излъчване по Disney Channel на 10 юни 2017 г. всеки уикенд от 07:50 сутринта. Дублажът е нахсихронен в Александра Аудио.
| Роля          | Изпълнител |
| ------------- | --- |
| Мики Маус     | Георги Стоянов |
| Доналд Дък    | Диян Русев |
| Гуфи          | Георги Спасов |
| Дейзи Дък     | Петя Абаджиева |
| Други гласове | Татяна Етимова Василка Сугарева Георги Иванов Мартин Герасков Симона Нанова Момчил Степанов Здравко Димитров Цанко Тасев |